# Torrent de la Foranca
El Torrent de la Foranca o Rasa del Felipó és un afluent per l'esquerra del Torrent de Sant Martí que, ensems, ho és de l'Aigua de Valls, a la Vall de Lord.

Neix al vessant est de la Creu de Jovells, a uns 370 m del cim. De direcció preponderant cap a les 5 h del rellotge, deixa a la seva dreta les masies de Cal Felipó, Can Costa Nou i Can Sants Nou i desguassa al Torrent de Sant Martí després d'haver passat entre l'església de Sant Martí de la Corriu i la Rectoria de Sant Miquel. Realitza tot el seu recorregut dins del terme municipal de Guixers.
La xarxa hidrogràfica del Torrent de la Foranca, que també transcorre íntegrament pel terme municipal de Guixers, està constituïda per dotze cursos fluvials. D'aquests, set són tributaris de primer nivell de subsidiarietat i quatre ho són de segon nivell. La totalitat de la xarxa suma una longitud de 6.559 m.